# Nomsebenzi Tsotsobe
Nomsebenzi Agnes "Noms" Tsotsobe (sinh ngày 24 tháng 11 năm 1978) là một cầu thủ bóng bầu dục và người mẫu Nam Phi. Tsotsobe sinh ra ở Kwa Magxaki, Cảng Elizabeth, và đã chơi cho và làm đội trưởng đội bóng bầu dục quốc gia của phụ nữ Nam Phi, Springboks, kể từ khi thành lập năm 2004.

## Làm người mẫu
Tsotsobe xuất hiện lần đầu với tư cách là người mẫu quốc tế tại Paris năm 2002.

## Bóng bầu dục
Tsotsobe chuyên về vị trí Flanker trong môn bóng bầu dục, và bắt đầu sự nghiệp chơi cho câu lạc bộ Hilltop Eagles ở tỉnh Đông Cape. Cô đã giành được một số danh hiệu cho cả Eagles và trong khi chơi cuộc thi đại diện cho tỉnh miền Đông, và được bầu làm đội trưởng của tỉnh miền Đông năm 2002.
Tsotsobe chơi cho đội bóng bầu dục nữ của Nam Phi trong trận đấu quốc tế đầu tiên của họ với đội Xứ Wales vào ngày 29 tháng 5 năm 2004, với Springboks thua trận thử nghiệm tại Sân vận động Adcock, Cảng Elizabeth, 5-8. Tsotsobe được chỉ định làm đội trưởng cho cuộc thử nghiệm thứ hai vào ngày 5 tháng 6 năm 2004, trận mà Springboks đã thua với tỷ số 15-16 tại Loftus Versfeld, Pretoria. Đội đã có trận thắng đầu tiên trong cuộc thử nghiệm quốc tế tiếp theo vào ngày 30 tháng 4 năm 2005, chơi tại Ebbw Vale, Wales, đánh bại đội tuyển xứ Wales 24-9.
Vào tháng 4 năm 2005 Tsotsobe đã được chọn là một trong mười Người đẹp Thể thao trong một cuộc thi do Sports Illustrated Nam Phi tổ chức.